# Malattia ossea di Paget
La malattia ossea di Paget, nota anche come osteite deformante o morbo di Paget (pronuncia: /ˈpædʒət/) è una malattia metabolica ereditaria dell'osso.

## Storia e epidemiologia
La malattia era già presente nell'antichità: infatti è stato ritrovato un cranio grandemente deformato e ingrossato, risalente al 1000 a.C., presso i siti archeologici egizi. 
La condizione si manifesta abitualmente dopo i quaranta anni e gli uomini sono colpiti in maggior misura rispetto alle donne.
Le ricerche hanno verificato che in Gran Bretagna, il quattro per cento degli uomini oltre la quarantina, soffra qualche forma della malattia, mentre dopo la settantina si arriva a toccare una percentuale del dieci per cento di affetti.
Negli Stati Uniti un malato su quattro presenta sintomi debilitanti.
La malattia si trasmette via ereditaria e sembra localizzarsi in alcune zone geografiche, come la Francia e l'Inghilterra.

## Eziologia
Essa sembrerebbe causata da vari fattori, quali una immunodeficienza ereditaria, una infezione virale o entrambe associate.
L'infezione avviene da parte del Paramyxovirus che attacca gli osteoclasti rendendoli iperresponsivi a fattori attivanti quali la vitamina D; il virus non è mai stato isolato dai tessuti colpiti, perciò l'esatta eziologia non è provata.

## Segni e sintomi
Gli osteoclasti aumentano il riassorbimento osseo e stimolano di conseguenza la formazione di nuovo tessuto osseo, da parte degli osteoblasti.
Questa malattia causa una deformità ossea dovuta ad una crescita anomala che le rende più grandi e più morbide (e quindi più soggette a fratture); mentre in condizioni normali le ossa si rinnovano ogni otto anni, il morbo aumenta la rapidità di decomposizione e riformazione con la conseguenza che gli strati nuovi risultano disorganizzati e deformati rispetto alla norma.
Può colpire singole ossa (tibia, ileo, femore, cranio, vertebre, omero) oppure più sedi.
La malattia ha insorgenza subdola con sintomi praticamente assenti; talvolta sono presenti dolore osseo e rigidità articolare.
Nel paziente anziano si riscontra il tipico segno del cappello, ovvero il cappello risulta progressivamente più stretto con l'avanzare della deformità ossea.
Può portare a complicazioni sintomatiche quali la radicolopatia (schiacciamento di una radice nervosa spinale), disturbi uditivi, ingrossamento del cranio, artrosi.
Quando la sede colpita è la base cranica, può verificarsi come temibile conseguenza la compressione del midollo spinale o delle strutture della fossa cranica posteriore.
Altra evenienza, descritta nelle forme più gravi, è lo sviluppo di un sarcoma.
Nelle forme con esteso coinvolgimento dello scheletro è possibile riscontrare un'insufficienza cardiaca ad alta gittata dovuta a shunt artero-venosi formatisi nell'osso.

## Diagnosi

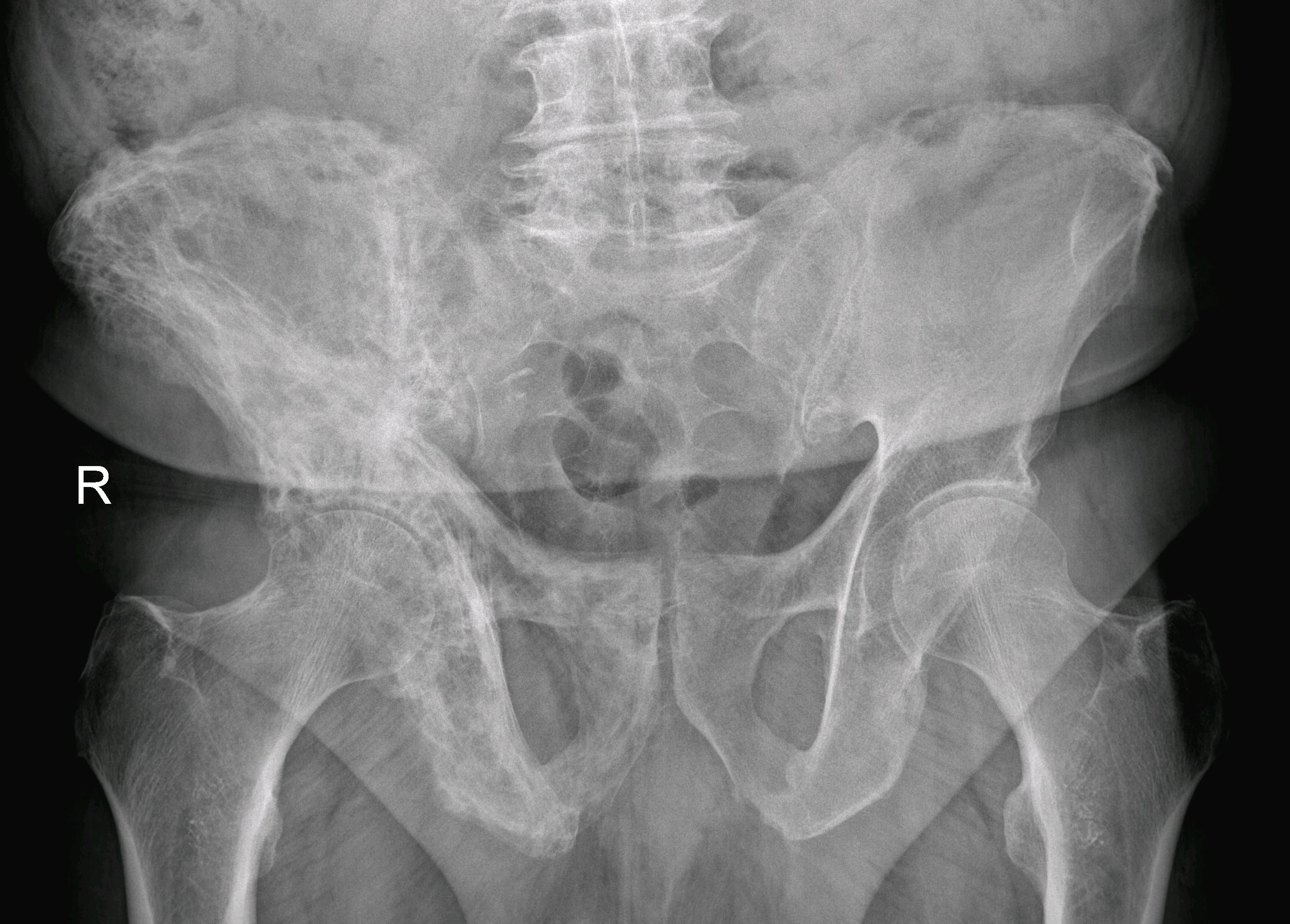
Malattia di Paget del coxal destro. Uomo di 80 anni.

La diagnosi è costituita da analisi del sangue che verificano l'aumento di fosfatasi alcalina (ALP), indicante l'attivazione cellulare per la sintesi del tessuto osseo; inoltre si effettuano radiografie e esame delle urine che verificano il valore della idrossiprolina, attestante la decomposizione ossea.
Tipico del morbo di Paget è l'aspetto istologico "a mosaico" dell'osso.
L'aumento della ALP (in particolare si dosa quella ossea) dovrebbe indicare un aumento del riassorbimento (cioè della distruzione) del tessuto osseo, non un aumento della sintesi.
PS La sintesi di tessuto osseo dovrebbe essere indicata da aumentati livelli di osteocalcina (osteoprotegerina)

## Terapia
La terapia medica con uso di bisfosfonati garantisce generalmente un buon controllo della patologia.
Si utilizza anche la Plicamicina.